# Danilo Atienza Air Base
Danilo Atienza Air Base (voorheen: U.S. Naval Station Sangley Point) is een militaire vliegbasis in de Filipijnen. De basis, die gebruikt wordt door de Filipijnse luchtmacht, is gevestigd op de voormalige Amerikaanse marinebasis Sangley Point nabij Cavite City.   
Op 1 september 1971 werd de basis officieel overgedragen door de Amerikanen aan de Filipijnen. Daarvoor was de basis 73 jaar lang een Amerikaanse basis geweest. De basis wordt ook gebruikt als basis voor de Filipijnse marine. 